# Batalha de Al Busayyah
A Batalha de Al Busayyah foi uma batalha de tanques travada em 26 de Fevereiro de 1991, durante a Guerra do Golfo, entre as forças blindadas dos Estados Unidos e as do Exército iraquiano.

## Descrição
A batalha recebeu esse nome por causa da cidade iraquiana de Al Busayyah, que situava-se próxima a uma encruzilhada crítica, e era um reduto do exército iraquiano. A cidade consistia de quarenta a cinquenta construções, a maioria localizada ao longo de uma estrada principal de sentido norte-sul. Era defendida por um batalhão de infantaria iraquiano reforçado por tanques, veículos blindados e elementos de um batalhão de comando do Iraque. A cidade foi fortificada com metralhadoras e posições de combate. Onze tanques iraquianos e doze outros veículos blindados foram entrincheirados em posições estratégicas em torno da cidade. Uma linha de tiro de mil e quinhentos metros de alcance foi traçada ao sul da cidade, irradiando-se aos pontos fortes do perímetro.
A 2ª Brigada, conhecida como "Brigada de Ferro", da 1ª Divisão Blindada dos Estados Unidos (1AD), parte da VII Corporação e comandada pelo General Frederick M. Franks, Jr., foi incumbida de tomar a cidade. A armada 2-70 da 2ª Brigada, hoje a Força-Tarefa 2-70, deveria se mover em formação para o norte e tomar a cidade de Al Busayyah, e depois, com o resto da brigada, proceder com o ataque à "posição Python", onde ela atacaria tropas de Saddam Hussein, a Guarda Republicana de elite, ao norte do Kuwait.
Ao amanhecer de 26 de Fevereiro, 06h30, a força-tarefa moveu-se em direção à linha de fase de colisão, próxima à cidade. Linhas de fase são referências em mapas que ocorrem a cada poucos quilômetros, usadas para medir o progresso de uma operação ofensiva. Às 07h40, a força tarefa chegou à linha de fase de colisão. No cruzamento dos 4 quilômetros faltantes para chegar a Al Busayyah, morteiros americanos atiraram bombas de fumaça em cima das posições iraquinas à frente.
Muitos soldados iraquianos renderam-se quase imediatamente após a aproximação da TF 2-70. O pelotão de escolta da TF abriu fogo supressivo na cidade, e os iraquianos pegaram em armas dentro da cidade, mas foi ineficaz. O pelotão de escolta ficou na cidade para render os iraquianos que foram ignorados pela força tarefa.
A companhia "A" que se moveu pelo flanco esquerdo encountrou dois tanques T-55 e muitos outros veículos, e um pelotão de soldados iraquianos desmontados. Tiros foram disparados das posições iraquianas, mas como os tanques continuaram se aproximando, os iraquianos se renderam.
A companhia "B" encontrou tanques e caminhões dentro da cidade, bem como um tanque T-62 ao norte. A companhia B varreu a cidade, usando reconhecimento por fogo. Em retorno ela recebeu fogo de algumas armas inafetivas e encontrou um morteiro iraquiano cerca de 150 metros à frente da linha de seus tanques.
A TF 4-70, os Leões Negros, avançaram pelo flanco direito. Conforme eles moviam-se para o ataque pelas posições de tiro, eles reportaram a presença de dois BRDM (veículos de reconhecimento) e muitos outros soldados iraquianos que se rendiam. Eles não atacaram os veículos por não ter confirmação das posições da infantaria que dava suporte à sua direita. Continuando seu avanço, eles encontraram a pouca distância um T-55 destruído e abandonado. Atrasados pelo que parecia ser um campo minado, eles se esforçaram para alcançar a força-tarefa desviando do obstáculo pela esquerda. "Limpando" a cidade ao norte, os leões negros uniram-se ao resto da força-tarefa e reestabeleceram contato com a equipe de suporte à direita.
As companhias C e D moveram-se lado a lado. Os comandantes das duas companhias foram incumbidos de encontrar cinco T-55. Eles encontraram os tanques 300 metros adiante e abriram fogo. Todos os tanques foram destruídos.
Conforme a força tarefa percorreu o objetivo, a brigada ordenou que o batalhão rapidamente se movesse para o norte a fim de limpar uma área para artilharia MLRS que atacaria a cidade. Persistente resistência de dentro da cidade resultou na barragem do avanço da artilharia. O corpo principal foi capaz de se mover rapidamente, mas os elementos de trilha que levavam os prisioneiros de guerra atrasaram a missão de fogo. Às 08h50 a área estava limpa e a missão da artilharia foi executada. Neste momento a Brigada de ferro continuou a marchar para nordeste.
Durante a batalha de Al Busayyah, a armada 20-70 capturou 16 soldados inimigos e destruiu vários veículos, incluindo sete tanques, 2 BRDMs, um BMP, e outros 25 veículos.
Depois de Al Busayyah, a brigada continuou seu movimento para nordeste, esperando travar ao longo da fase de Linha Novo México. Perto das 12h30 e leste de Python, a força-tarefa deteve a marcha para reabastecimento de veículos e munições. A Brigada de Ferro lutaria na Batalha do cume de Medina no dia seguinte.